# Friedhof Norderreihe

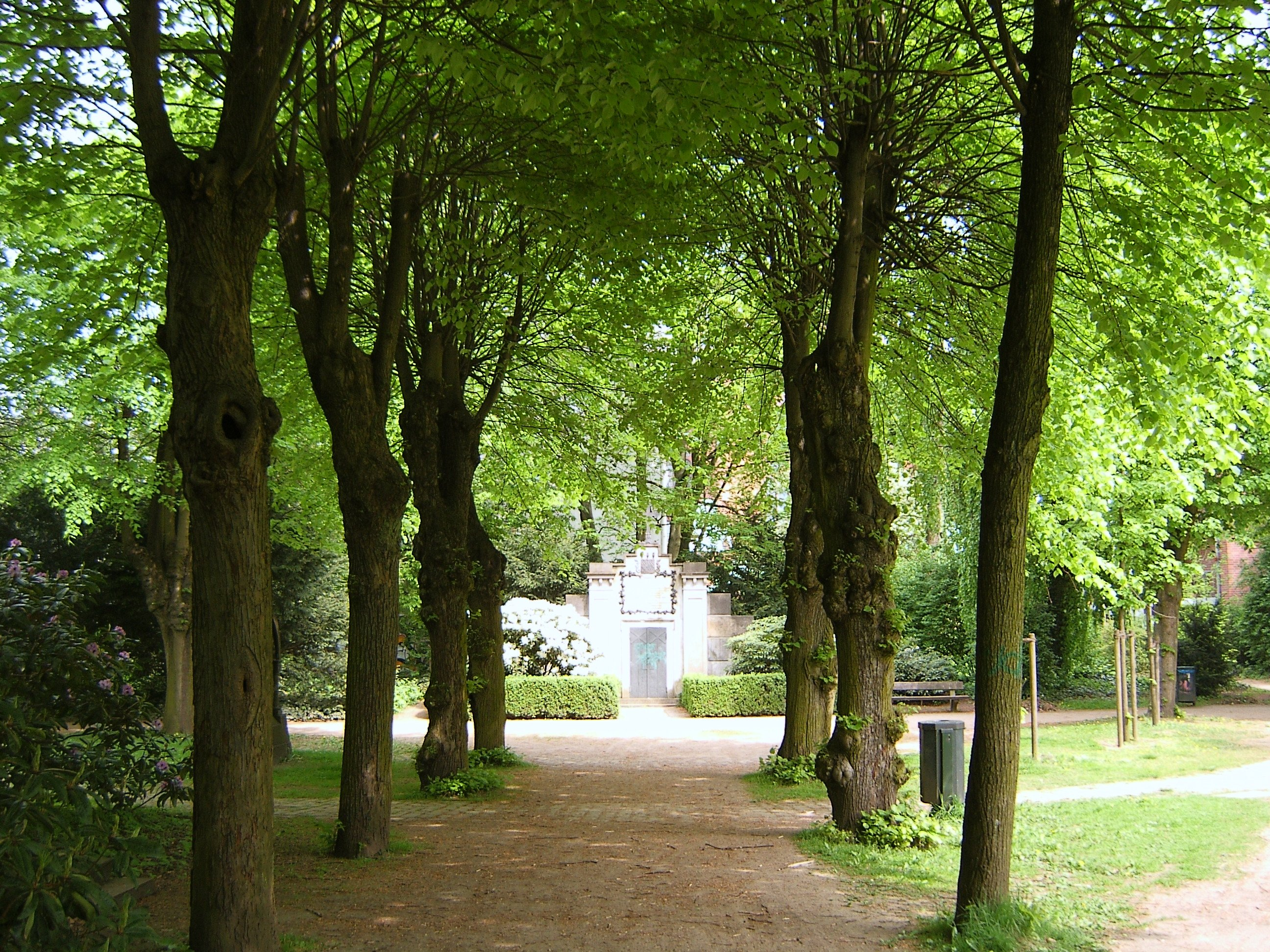
Wohlerspark, Lindenallee mit Sicht auf die Grabstätte Blücher, 2006

Der Friedhof Norderreihe oder Wohlerspark zwischen den Straßen Norderreihe und Wohlers Allee ist ein ehemaliger Friedhof in Hamburg-Altona-Altstadt. Er wurde 1831 eingeweiht, 1945 fand die letzte Beerdigung statt. Seit 1979 steht er unter Denkmalschutz und wurde zugleich als etwa 4,6 Hektar großer, öffentlicher Park ausgewiesen.

## Geschichte
Der Friedhof wurde 1831 zur Entlastung des Heilig-Geist-Kirchhofs der Hauptgemeinde St. Trinitatis am damaligen Nordrand der Stadt Altona geschaffen. Der Kirchenvorstand kaufte dafür vom Grundeigentümer Joachim Behn zwei Parzellen eines Wiesengeländes am Lammerskamp zwischen Pinneberger Landstraße (heute Holstenstraße), Großer Gärtnerstraße (heute Thadenstraße) und Kleiner Gärtnerstraße (heute Stresemannstraße) von insgesamt mehr als 4,4 Hektar für 16000 Mark und einer jährlichen Leibrente in Höhe von 1200 Mark. Die mehr oder weniger quadratische Anlage wurde nach einem geometrischen Grundprinzip gegliedert und wird bis heute beherrscht durch zwei fünf Meter breite Lindenalleen, die sich in der Mitte in einem Rondeel von etwa 50 Meter Durchmesser kreuzen, sowie einer umlaufenden Allee. Der Gesamtplan sah für diese Alleen insgesamt 330 Linden vor. Der Zugang des Friedhofs lag im Süden des Geländes zur ebenfalls neu angelegten Straße Beim neuen Kirchhofe (heute Norderreihe). Das Portal umfasste ein Haupttor mit zwei Türen und zwei Nebeneingänge. 1850 wurde an dieser Stelle eine Kapelle errichtet.

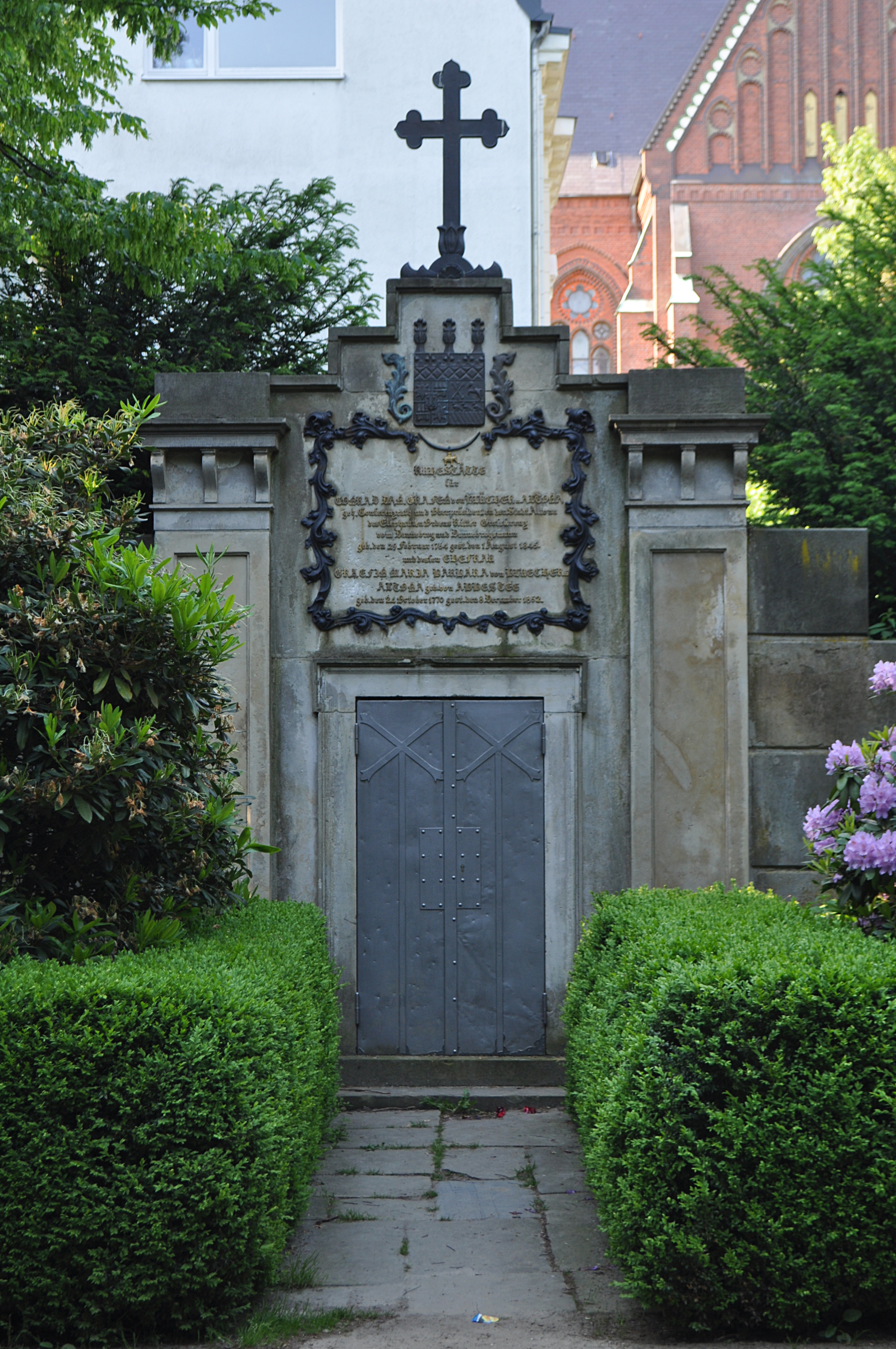
Grabstätte für Conrad Daniel Graf von Blücher

Das erste Begräbnis fand wenige Tage nach der Einweihung am 21. Juli 1831 statt, man beerdigte den wenige Tage zuvor in seinem 83sten Jahr verstorbenen Bankdirektor Kiß, Herausgeber der Altonaer Adreß-Comptoir-Nachrichten. Bis 1945 fanden insgesamt 46.214 Beisetzungen statt, davon 14.152 in Gruften und Grabgewölben und 32.062 in Reihengräbern. Da aber binnen weniger Jahre 85 % der Grabstätten als Erbbegräbnisse belegt waren, wurden bereits ab 1879 keine neuen Grabstellen mehr verkauft. Dennoch gab es 1931 noch etwa 400 Berechtigte für die Nutzung von Familiengräbern. Die letzte Beerdigung fand am 11. Oktober 1945 statt, bestattet wurde die 98-jährige Bertha Charlotte Reincke.
Bereits vor dem Zweiten Weltkrieg kam es zu Eingriffen in das Friedhofsgelände und zur Räumung von Gräbern. So ließ die Parteidienststelle der NSDAP 1933 im Nordostteil eine Baracke für ein Kindertagesheim errichten und dazu einen Zugang zur Wohlers Allee anlegen. Zu Beginn des Krieges wurde in der Südost-Ecke ein Löschwasserbecken ausgehoben, die Ummauerung ist bis heute erhalten. In der Nacht vom 24. auf den 25. Juli 1943, während der Luftangriffe der sogenannten Operation Gomorrha, wurden auch Teile des Friedhofs zerstört. Die Schadenserfassung listet unter anderem einen Bombentrichter am Eingang Norderreihe auf, die Zerstörungen von 36 Grabstätten an der Südwestseite, Schuttberge an der Westseite, da an der benachbarten Georgstraße (heute Mumsenstraße) sämtliche Häuser ausgebrannt und das Mauerwerk eingestürzt war, Zerstörung von etwa 90 % der eisernen Einfriedung sowie Schäden an der Friedhofskapelle. Diese wurde nach dem Krieg abgerissen und durch einen Verwaltungsbau ersetzt. In den letzten Kriegstagen kam es noch zur Abräumung vieler Grabsteine im Nordostteil, die für eine Panzersperre in der Straße Bei der Johanniskirche genutzt werden sollten.
In der direkten Nachkriegszeit richteten sich 35 Kleingärtner auf dem Gelände ein, im Winter 1945/1946 wurden 115 Alleebäume als Feuerholz gefällt. Im Frühjahr 1946 forderte das Denkmalschutzamt die Aufhebung der Gartenparzellen, doch durch Proteste konnten die Nutzer die Kündigung bis zum 31. Dezember 1948 herausschieben. Ab 1949 wurde der Friedhof instand gesetzt, Wege und Umfriedung wieder hergestellt und die gefällten Linden nachgepflanzt. Teilweise ließen Angehörige Grabsteine neu setzen. Nach mehreren Umgestaltungen waren im Jahr 2010 noch 232 Grabanlagen mit 291 Steinen erhalten, darunter 22 Grabgewölbe.
Mitte 2017 kaufte die Stadt Hamburg den Park von der Kirchengemeinde. Im Rahmen des Programms Integrierte Stadtteilentwicklung (RISE) wurde der Park 2020 saniert.

## Bedeutende Grabanlagen

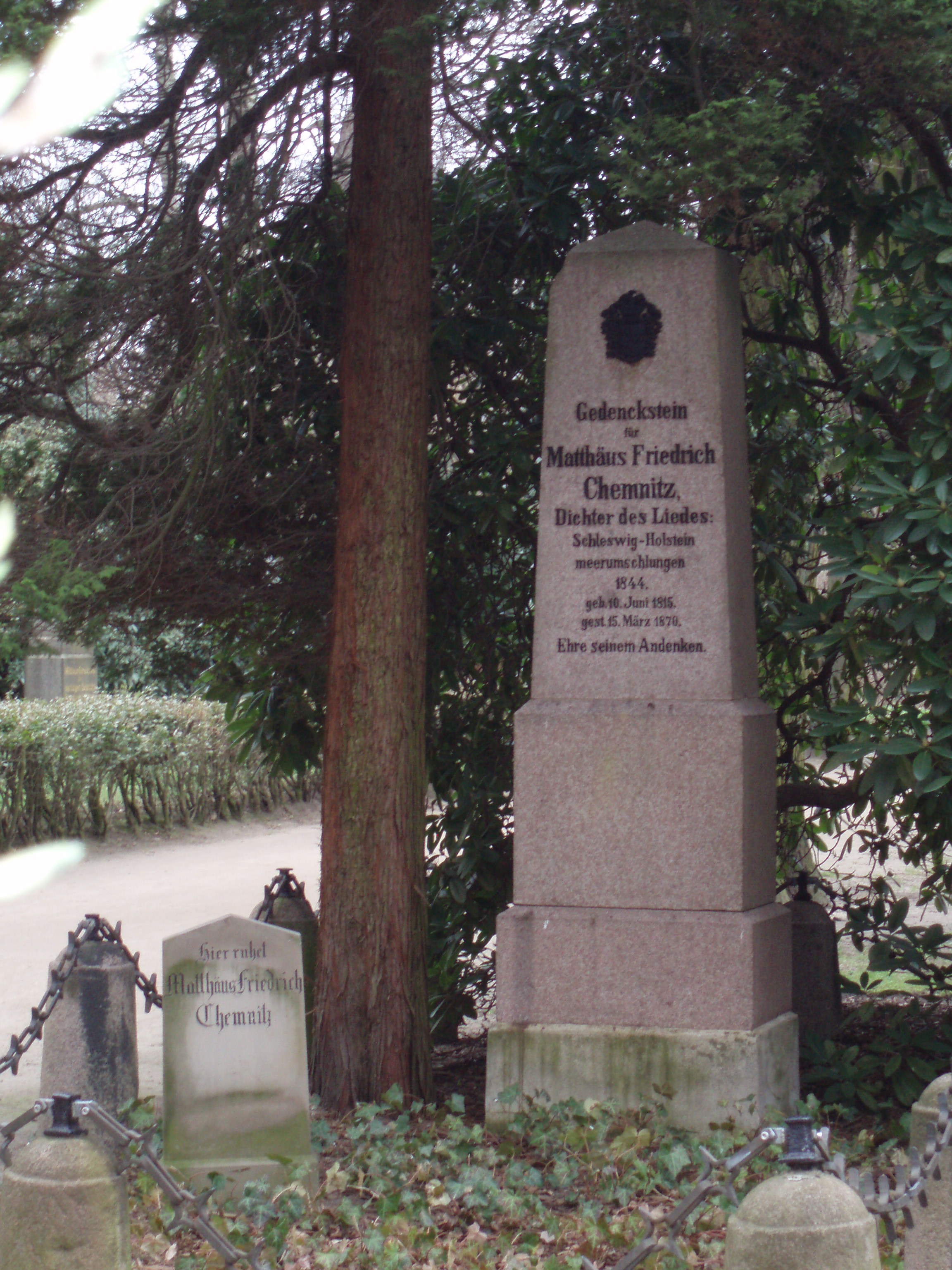
Gedenkstein für Matthäus Friedrich Chemnitz

Die bedeutendste Grabstätte des Friedhofs ist die ausgemauerte Hügelgruft für den langjährigen Oberpräsidenten von Altona, Conrad Daniel Graf von Blücher (1764–1845). Die spätklassizistisch-monumentale Portalwand aus Sandstein steht an exponierter Stelle am Ende der zentralen Nord-Süd-Allee und wurde mehrfach restauriert. Blücher war zunächst im Turmgewölbe der Hauptkirche St. Trinitatis beigesetzt und ein Jahr später feierlich in die Gruft überführt worden. Über der Inschrift ist das bronzene Familienwappen und eine Kette des Elefanten-Ordens erhalten. Mit diesem war Blücher 1838 ausgezeichnet worden. Die seitlich stufenförmig angebauten Sandsteinquader wurden zwischen 1845 und 1847 hinzugefügt. Eine ehemalige schmiedeeiserne Einfriedung ist nicht mehr vorhanden.
Ein weiteres beachtetes Grab ist das des Dichters des Schleswig-Holstein-Lieds Matthäus Friedrich Chemnitz (1815–1870). Er verbrachte seine letzten Jahre in der nahegelegenen Wilhelmstraße (heute Chemnitzstraße) und starb verarmt. Ein befreundeter Altonaer Kaufmann stellte einen Platz in seiner Erbgrabstätte im südwestlichen Teil nahe der Außenallee zur Verfügung. Die etwa zweieinhalb Meter hohe Gedenksäule wurde 1913 errichtet.
Neben den Gräbern bedeutender Altonaer Familien wie der Stülckens und Eggerstedts verweisen einige militärische Gedenksteine auf die dänische und preußische Geschichte Altonas im 19. Jahrhundert. Im Nordwestteil befindet sich das Kriegergrab der Altonaer Feldlazarett-Kommission für die Gefallenen des Schleswig-Holsteinischen Krieges von 1848 bis 1851. Am Ende der Ost-West-Allee ist eine umfriedete Grabstätte für Verstorbene der dänischen Garnison in Altona angelegt. Bis zum Dezember 1863, kurz vor Beginn des Deutsch-Dänischen Krieges waren die Soldaten im bis dato dänischen Altona stationiert. Nahebei steht ein Grabstein für Mitglieder der deutschen Bundestruppen, die in diesem Krieg von 1864 bis 1866 gegen die Dänen zogen. Die Inschrift lautet: „Hier ruhen 26 Österreicher, 12 Hannoveraner, 11 Preußen, 2 Sachsen, nebst 4 Angehörigen“.

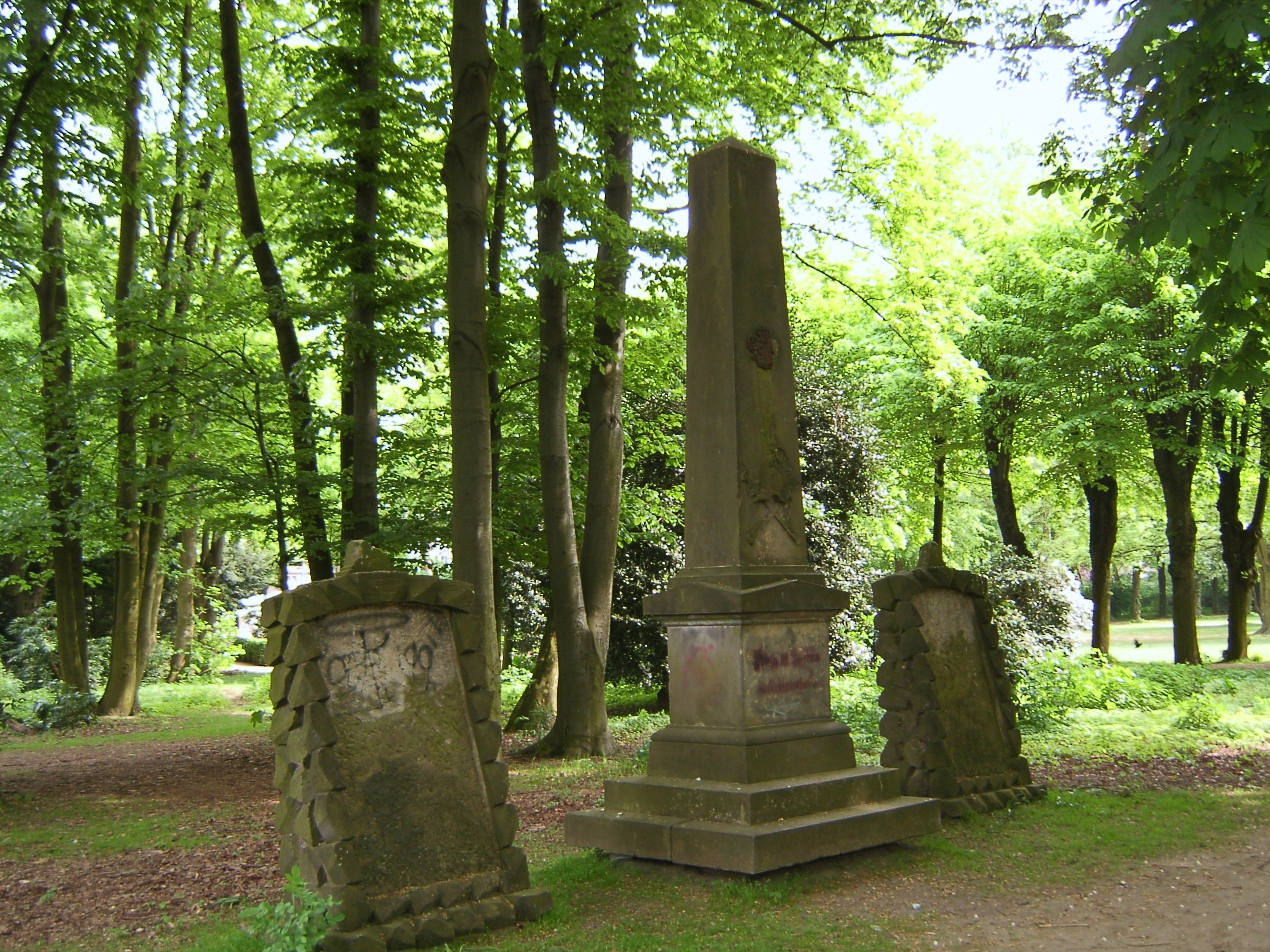
Kriegergrab für die Gefallenen des Schleswig-Holsteinischen Krieges (1848–1851)
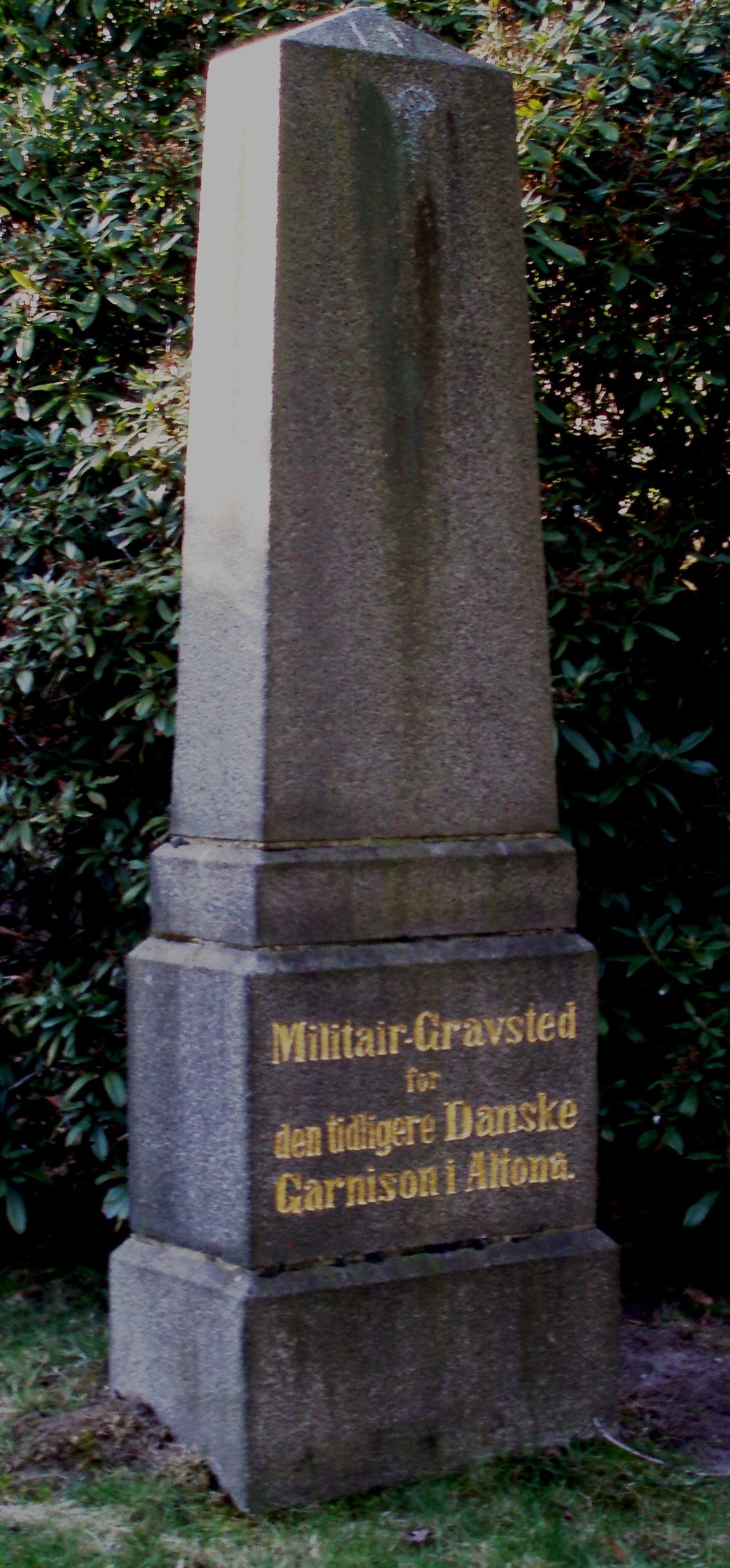
Militair-Gravsted for den tidligere Danske Garnison i Altona
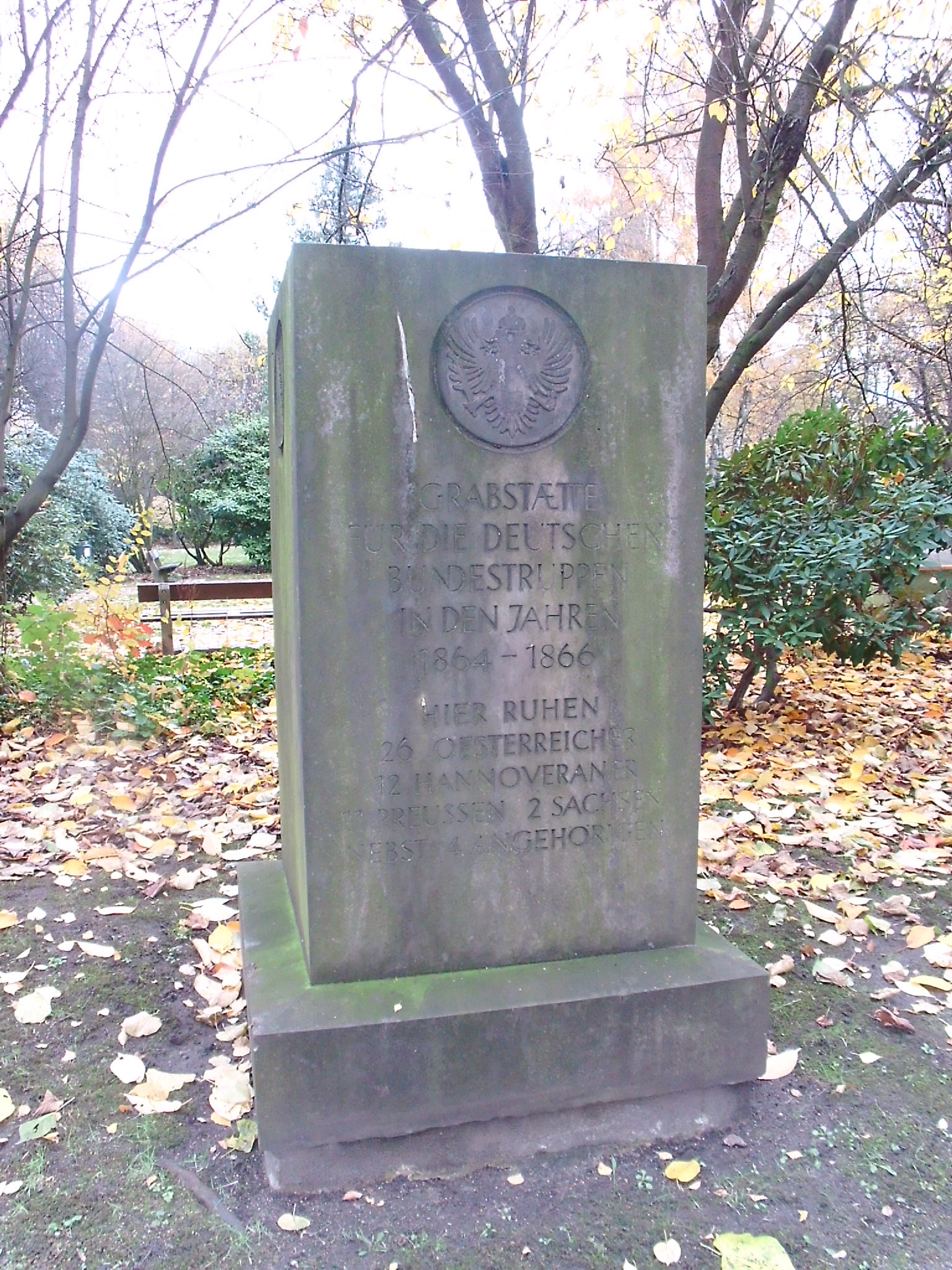
Grabstätte für die Bundestruppen (1864–1866)

## Parkanlage
1979 wurde der Friedhof entwidmet und wird als Wohlerspark von Anwohnern und Besuchern für vielfältige Freizeitbeschäftigungen genutzt. Von 2001 bis 2011 fanden regelmäßig Freilicht-Theateraufführungen statt.
Neben den historischen Lindenalleen wird auch der weitere Baumbestand als beachtenswert erwähnt, so einige Hainbuchen mit auffällig skurrilem Wuchs, Trauerbuchen, vielstämmige Roteichen und Ahorne, und auch Exoten wie Ginkgo, Aralie, Tulpenbaum und Trompetenbaum.